# Onufry Matkiewicz
Onufry Matkiewicz (ur. 1890, zm. 1958) – polski zegarmistrz i nauczyciel zegarmistrzostwa. 
Syn polskich zesłańców. Pracę rozpoczynał w Pskowie na początku XX w., po I wojnie światowej przeniósł swoją firmę do Wilna, po 1945 roku przeniósł się do Bydgoszczy. W latach międzywojennych był wyłącznym dystrybutorem szwajcarskich zegarków marki Cyma i Tissot w województwie wileńskim. Otrzymał też od szwajcarskich firm zaszczyt umieszczania swojego nazwiska na zegarkach szwajcarskich wprowadzanych do handlu na terenie Polski. Przez 15 lat piastował też stanowisko Starszego Cechu Rzemiosł w Wilnie. W czasie II wojny światowej prowadził tajną działalność polegającą na dostarczaniu zegarków alianckim żołnierzom. 
Po wojnie prowadził swoją działalność na miejscu przedwojennego bydgoskiego zegarmistrza Grawundera (na ul. Dworcowej 57). Wykształcił wielu zegarmistrzów, m.in. wieloletniego prezesa polskiej Spółdzielni Pracy Usług Precyzyjnych "Omega" E.Sawlewicza. Do roku 1958 pomimo prześladowań ze strony władz prowadził działalność prywatną. Przez całe życie oprócz pracy zawodowej prowadził też badania nad urządzeniami wytwarzającymi tanią energię kinetyczną. Wiele z nich osobiście skonstruował (maszyny grawitacyjne).
Po jego śmierci firmę przejęły córka i żona. 